# 五堅情
五堅情（英語：W0LF(S)）是台灣五人男子團體。原先是由陳零九、邱鋒澤、黃偉晉、賴晏駒在2019年組成的「W0LF四堅情」，2020年加入婁峻碩後改為現名。粉絲名為「堅果」。英文團名「W0LF(S)」取自五名成員字首。
2025年5月團員陳零九因涉違法案件而在個人IG發聲明文道歉並宣佈即日起中止全部演藝工作，不久後五堅情透過音樂公司發佈聲明決定暫時休團。

## 成員列表
名字粗體為團長。
| 成員   | 英文名                | 團名 字母 | 生日                 | 個人經紀 公司 | 個人唱片 公司 |
| ------ | --------------------- | --------- | -------------------- | ------------- | ------------- |
| 陳零九 | Nine Chen             | 0         | 1987年4月9日（38歲） | 天長娛樂      | 種子音樂      |
| 邱鋒澤 | Kenny Khoo Qiu Fengze | F         | 1988年10月31日       | 原音娛樂      | 原音娛樂      |
| 黃偉晉 | Wayne Huang           | W         | 1990年3月23日        | 源活娛樂      | 愛貝克思      |
| 賴晏駒 | Lai                   | L         | 1991年1月16日        | 日向創意      | 無            |
| 婁峻碩 | SHOU                  | S         | 1993年9月14日        | 想不到音樂    | 想不到音樂    |

## 發展

### 成團前
2017年，邱鋒澤和黃偉晉一同演出CHOCO TV偶像劇《搖滾畢業生》，當時黃偉晉仍為男團SpeXial成員。這段期間，邱鋒澤邀請黃偉晉合作創作對唱情歌《斷訊》。黃偉晉其後暫離螢光幕服兵役期間，邱鋒澤與陳零九一同參與其主持之綜藝節目《娛樂百分百》中〈凹嗚狼人殺〉遊戲單元。兩人隨著單元走紅而更廣為人知，也成為該單元出現頻率較高的來賓。他們再度推出兩首以狼人殺為主題之情歌《天黑請閉眼》及《天亮請睜眼》。賴晏駒（小賴）和婁峻碩亦為該節目單元的常見來賓。
黃偉晉退伍後不再與SpeXial所屬經紀公司可米國際影視續約，開始個人活動並返回節目。四人因為遊戲單元熟絡，其互動受到觀眾歡迎，並獲得許多建議共同創作歌曲之回饋。

### 組成四堅情 (2019–2020年)
2019年11月6日，邱鋒澤、陳零九和黃偉晉在《娛樂百分百》的直播單元中宣布將與小賴組成四人限定男團。四人在11月13日於各自Instagram直播中公布團名為「W0LF四堅情」，取自節目單元中的桌遊《狼人殺》的主要角色狼之英文「wolf」及四名成員的英文字首。
11月19日，四堅情推出第一首單曲《兵變》，是以黃偉晉於《凹嗚狼人殺》單元金句「到底是誰兵變我」為主題的歌曲，而MV於同日在邱鋒澤的YouTube頻道上首播。《兵變》的MV於17天內突破100萬觀看次數。四堅情表示在單曲MV觀看次數突破600萬將與婁峻碩合作。
2020年4月1日愚人節當日，四堅情在社交平台發文，將於同月9日推出第二首單曲《速食堅情》，隨後公布該單曲實名為《速食愛情》。《速食愛情》MV並於9天內突破100萬觀看次數。四堅情承諾在《兵變》及《速食愛情》兩首單曲MV合計超過500萬觀看次數將會發行第三支作品。

### 拓展為五堅情 (2020年至今)
2020年
6月22日起，《娛樂百分百》推出〈叮咚五堅情〉單元。四堅情在第六集中交代婁峻碩將加入團體，成為「五堅情」。
7月12日，在邱鋒澤的YouTube頻道直播中宣佈「W0LF(S)五堅情」正式成立。
7月14日，第一次以五堅情名義推出單曲《All Day》，MV於8天內突破100萬觀看次數。《娛樂百分百》亦於20日發佈五人之前在《叮咚五堅情》拍攝期間所錄製的「我們一起長大版」MV。
10月，手機品牌Samsung臺灣子公司在社交媒體上公佈五堅情擔任新推出手機型號Samsung Galaxy S20 Fan Edition的代言人。10月16日，五堅情推出第二首單曲《#反正我好看》。MV同時在邱鋒澤和Samsung Taiwan的YouTube頻道上架，5日內合計達到100萬觀看次數。各成員亦分別共錄製了五部20秒廣告版本副歌作為宣傳影片，歌詞與原版有所不同。
12月2日，五堅情成立官方Facebook粉絲專頁。25日，再成立官方YouTube頻道「五堅情W0LFS Life」，並於同月26日發布首部影片。
2021年
1月15日，五堅情在音樂串流平台KKBOX所舉辦的KKBOX音樂風雲榜中獲選為該年度十大「年度風雲歌手」之一，而頒獎典禮於3月13日在台北流行音樂中心舉行。
1月16日，五堅情宣布為動畫電影《100%小狼人》中文版配音，電影2月26日上映。
3月，五堅情客串的988電台偶像廣播劇《我的媒人时代》播出。
5月8日，在「九澤CP第四象限演唱會」上及社交平臺上宣布將於8月21日在高雄巨蛋舉辦《月面著陸》演唱會，後因臺灣2019冠狀病毒病疫情擴散而於6月7日宣佈延期。
5月27日，五堅情發佈第三首單曲《I Wanna Holiday》，是為網上旅遊訂房平台Agoda之合作歌曲。
7月14日，五堅情在官方YouTube頻道直播，慶祝五堅情成軍一週年。直播中，五堅情宣布成立官方Instagram專頁。
9月16日，五堅情發佈第四首單曲《零距離》。該曲在臺灣疫情未緩和之時發佈，當時邱鋒澤及張暐弘返回了新加坡，因此該曲是透過透過線上錄音完成；MV中五位成員亦是分開拍攝，除邱鋒澤在新加坡完成MV拍攝外，其餘四名成員均在臺灣進行拍攝。發佈《零距離》同日，宣布在2021年12月4日舉辦「Moon Landing Experience 線上試航互動音樂會」。19日，五堅情成立官方TikTok。
10月4日，五堅情經滾石唱片YouTube頻道舉辦媒體發佈會，公布12月4日舉辦的「五堅情 Moon Landing Experience 5G線上試航互動音樂會」於10月8日正式開始售票。
10月29日，五堅情推出與虛擬團體「傳說女團WaVe」合作的手機遊戲《傳說對決》五週年合作主題曲《Ride On》。
11月5日，五堅情公布擔任家扶基金會該年度之「愛心大使」，並參與該會推出「雙11幸福購物單」當中的「五堅情幸福暖暖毯公益簽拍」。
11月19日，五堅情在臺北統一時代百貨2樓夢廣場舉行快閃活動，宣布高雄演唱會舉辦和購票時間、首張同名專輯《W0LF(S)》預購時間、新歌《月面着陸》上架時間等消息，並首唱五堅情版本《兵變》。23日，在快閃活動當中首唱的五堅情版本《兵變》數位上架。
12月1日，首張專輯首波主打《月面著陸》數位及MV同時發行。
2022年
1月20日，五堅情W0LF(S)首張同名專輯正式預購。同日，五堅情發佈第八首單曲《Be A Liar》。
2月18日，五堅情W0LF(S)首張同名專輯正式實體和數位發行。
2月19日，於高雄巨蛋演唱會上公布於8月6日舉辦《月面著陸》台北小巨蛋演唱會，於3月6日正式售票，開賣3分鐘內就全部售罄。3月10日，宣布8月7日加場。
3月7日，Disney Plus TW於官方YouTube頻道發佈<王者的驕傲>MV搶先看以及五堅情合作訪談，公佈五堅情為原創動畫電影《青春養成記》獻唱中文版主題曲。另外五人亦為電影中的男孩團體「4*Town」成員配音，電影於同月11日於在Disney+正式上映，而主題曲完整版MV亦於同日上架。
7月14日，五堅情發佈二週年單曲《LALALA》。
8月6日，於台北小巨蛋演唱會上公布同年10月14日舉辦《月面著陸》新加坡演唱會。
10月14日，於新加坡演唱會上公布明年3月4日舉辦《月面著陸》香港演唱會。在12月20日，門票秒殺，宣布加開3月5日一場，且3月5日的加場門票再次火速售罄。
2023年
3月2日，五堅情在音樂串流平台KKBOX所舉辦的KKBOX音樂風雲榜中獲選為該年度百大「年度風雲歌手」之一。
3月4日，於香港演唱會上公布《月面著陸》演唱會巡迴演出的下站預告，分別在7月15日的馬來西亞和22日的澳門。
3月24日，五堅情在《Hit FM聯播網》公布「2023年Hito流行音樂獎」（最受歡迎組合）入圍名單之一。
7月16日，宣布即將推出首張EP《ROYAL》。
8月31日，發布EP首波主打單曲《你是我這輩子最想愛的呀》。連續十二天登上YouTube音樂發燒第一名，數位音樂也在各大音樂串流平台排名冠軍。
10月18日，宣布10月26號推出自製團體綜藝《誰是企劃王》，由五位成員分別擔任企劃，帶領團員拍攝各自主題內容，由觀眾按讚評比出「五堅情企劃王」角逐十萬元獎金。
12月7日，於YouTube直播公布《誰是企劃王》最終由黃偉晉獲勝獨佔10萬獎金。直播結束後發布最新單曲《立刻要爆炸》。
2025年
5月15日，團員陳零九等多名台灣男星因涉嫌偽造病歷來逃避兵役而被檢警調查；隔日陳零九在個人IG發聲明文道歉並宣佈即日起中止全部演藝工作，不久之後五堅情透過音樂公司發佈聲明決定暫時休團。

## 音樂作品

### 專輯
| #   | 專輯名稱          | 發行廠牌 | 發行日期      | 曲目 |
| --- | ----------------- | -------- | ------------- | --- |
| 1st | 《五堅情W0LF(S)》 | 原音娛樂 | 2022年2月18日 | 曲目 1. 月面著陸 2. 兵變 3. 速食愛情 4. ALL DAY 5. #反正我好看 6. I Wanna Holiday 7. Be a Liar 8. 零距離 |

### EP
| #   | EP名稱    | 發行廠牌 | 發行日期       | 曲目                                                    |
| --- | --------- | -------- | -------------- | ------------------------------------------------------- |
| 1st | 《ROYAL》 | 原音娛樂 | 2023年12月22日 | 曲目 1. 你是我這輩子最想愛的呀 2. 立刻要爆炸 3. Sangria |

### 單曲
| 年份 | 首播日期 | 歌曲名稱                         | 作詞                                           | 作曲                                            | 附註                                                |
| 2019 | 11月19日 | 兵變 Betrayal                    | 黃偉晉、采子                                   | 邱鋒澤、張暐弘、陳零九                          | 四堅情版本                                          |
| 2020 | 4月9日   | 速食愛情 MODERN LOVE             | 采子、黃偉晉、陳零九                           | 邱鋒澤、張暐弘、陳零九                          |                                                     |
| 2020 | 7月14日  | All Day                          | 婁峻碩、賴晏駒、采子                           | 邱鋒澤、陳零九、張暐弘、婁峻碩                  | 五堅情 第一首單曲                                   |
| 2020 | 10月16日 | #反正我好看                      | 陳零九、婁峻碩、黃偉晉、賴晏駒、張暐弘、邱鋒澤 | 張暐弘、婁峻碩、邱鋒澤                          | 「Samsung Galaxy S20 FE 5G」合作單曲                |
| 2021 | 5月27日  | I Wanna Holiday                  | 黃偉晉、婁峻碩                                 | 邱鋒澤、張暐弘、婁峻碩                          | 「Agoda」主題曲                                     |
| 2021 | 9月16日  | 零距離 No Boundaries             | 黃偉晉、陳零九、賴晏駒、張暐弘                 | 邱鋒澤、張暐弘                                  |                                                     |
| 2021 | 10月29日 | Ride On                          | 陳零九、婁峻碩、Arena Of Valor 傳說對決        | 邱鋒澤、張暐弘、婁峻碩、Arena Of Valor 傳說對決 | 與傳說女團《WaVe》合作 《傳說對決》五週年合作主題曲 |
| 2021 | 11月23日 | 兵變 Betrayal                    | 黃偉晉、采子、婁峻碩                           | 邱鋒澤、張暐弘、陳零九、婁峻碩                  | 五堅情版本                                          |
| 2021 | 12月1日  | 月面著陸 MOON LANDING            | 黃偉晉、婁峻碩、邱鋒澤、張暐弘                 | 邱鋒澤、婁峻碩、張暐弘                          | 同名專輯首波主打 首次「全唱跳」歌曲                 |
| 2021 | 12月19日 | 月面著陸 (周立銘MDD Remix)       | 黃偉晉、婁峻碩、邱鋒澤、張暐弘                 | 邱鋒澤、婁峻碩、張暐弘                          |                                                     |
| 2022 | 1月20日  | Be a Liar                        | 黃偉晉、婁峻碩、陳零九                         | 邱鋒澤、張暐弘、婁峻碩、陳零九                  |                                                     |
| 2022 | 3月11日  | 王者的驕傲 U Know What’s Up      | 陳少琪                                         | Billie Eilish、Finneas O' Connell               | 《青春養成記》中文版主題曲                          |
| 2022 | 7月14日  | LALALA                           | 黃偉晉、婁峻碩                                 | 邱鋒澤、張暐弘、婁峻碩                          |                                                     |
| 2023 | 8月31日  | 你是我這輩子最想愛的呀 Last Love | 陳零九                                         | 邱鋒澤、張暐弘                                  | MV與郭雪芙合作                                      |
| 2023 | 12月7日  | 立刻要爆炸 BOOOOOM               | 崔惟楷、婁峻碩                                 | 邱鋒澤、張暐弘、婁峻碩                          |                                                     |
| 2024 | 12月17日 | 慶記 Gone Love                   | 陳零九                                         | 邱鋒澤、張暐弘                                  |                                                     |

## 影視作品

### 音樂錄影帶（MV）
| 日期           | 歌曲名稱                             | 主唱   | MV導演               |
| -------------- | ------------------------------------ | ------ | -------------------- |
| 2019年11月19日 | 《兵變》                             | 四堅情 | 邱鋒澤、張暐弘       |
| 2020年4月9日   | 《速食愛情》                         | 四堅情 | 邱鋒澤、張暐弘、采子 |
| 2020年7月14日  | 《All Day》                          | 五堅情 | 劉明群               |
| 2020年10月16日 | 《#反正我好看》                      | 五堅情 | 詹凱                 |
| 2021年5月27日  | 《I Wanna Holiday》                  | 五堅情 | 劉明群               |
| 2021年9月16日  | 《零距離》                           | 五堅情 | 李洹宇               |
| 2021年10月29日 | 《Ride On》                          | 五堅情 | 李洹宇               |
| 2021年12月1日  | 《月面著陸》                         | 五堅情 | Ares Wu              |
| 2022年1月20日  | 《Be A Liar》                        | 五堅情 | Leo Sa               |
| 2022年3月11日  | 《王者的驕傲》                       | 五堅情 | 游紹                 |
| 2022年7月14日  | 《LALALA》                           | 五堅情 | 李洹宇               |
| 2023年8月31日  | 《你是我這輩子最想愛的呀 Last Love》 | 五堅情 | 殷振豪               |
| 2023年12月7日  | 《立刻要爆炸 BOOOOOM》               | 五堅情 | 李洹宇               |
| 2024年12月17日 | 《慶記 Gone Love》                   | 五堅情 | 殷振豪               |

## 電影作品

### 動畫配音
| 上架日期      | 名稱                 | 角色   | 角色   | 角色   | 角色   | 角色   | 備註                                   |
| 上架日期      | 名稱                 | 陳零九 | 邱鋒澤 | 黃偉晉 | 賴晏駒 | 婁峻碩 | 備註                                   |
| ------------- | -------------------- | ------ | ------ | ------ | ------ | ------ | -------------------------------------- |
| 2021年2月26日 | 《100%小狼人》中文版 | 福來弟 | 瘋哥   | ㄟ辣姐 | 胖球   | 西傅   |                                        |
| 2022年3月11日 | 《青春養成記》中文版 | 阿倫Z  | 阿倫T  | 傑西   | 太陽   | 羅貝   | 為團體4*Town成員配音 於Disney Plus上架 |

## 戲劇作品

### 廣播劇
| 年份   | 戲劇名稱     | 出演成員 | 角色        | 性質                      |
| 2021年 | 我的媒人时代 | 陳零九   | 新同事Kevin | 客串（EP.07）             |
| 2021年 | 我的媒人时代 | 邱鋒澤   | 助導小全    | 客串（EP.02、03、09）     |
| 2021年 | 我的媒人时代 | 黃偉晉   | Lolita弟弟  | 客串（EP.04、07、08、10） |
| 2021年 | 我的媒人时代 | 賴晏駒   | 電台BOSS    | 客串（EP.01）             |
| 2021年 | 我的媒人时代 | 婁峻碩   | 報館BOSS    | 客串（EP.05）             |

## 團體綜藝
五堅情在八大電視節目《娛樂百分百》有三個專屬團體綜藝單元，分別為叮咚五堅情、凹嗚五宿舍及五堅情的五四三。

### 叮咚五堅情
《叮咚五堅情》為娛樂百分百的一個戶外實境單元，至今製作三季。
| 季數   | 集數 | 拍攝／製作年份               | 播出日期                      | 拍攝地點             |
| 第一季 | 10集 | 2020年4月21日－2020年4月22日 | 2020年6月22日－2020年7月3日   | 宜蘭縣五結鄉         |
| 第二季 | 4集  | 2020年9月23日－2020年9月24日 | 2020年11月9日－2020年11月30日 | 新北市三芝區、石門區 |
| 第三季 | 6集  | 2021年1月13日－2021年1月14日 | 2021年3月22日－2021年4月26日  | 苗栗縣苗栗市、公館鄉 |

### 凹嗚五宿舍
《凹嗚五宿舍》（標誌風格化為「凹嗚5宿舍」）為八大電視《娛樂百分百》的單元，由五堅情主持，2020年10月15日起正式播出。

### 五堅情的五四三
《五堅情的五四三》（標誌風格化為「五堅情の543」）為八大電視《娛樂百分百》的外景單元，由五堅情主持，2020年11月2日起正式播出。

### 誰是企劃王
首度自製團體綜藝，由五位成員分別擔任企劃，帶領團員拍攝各自主題內容，由觀眾按讚評比出「五堅情企劃王」角逐十萬元獎金，2023年10月26日起於【五堅情W0LFS Life YouTube頻道】播出。
| 集數      | 拍攝日期         | 播出日期       | 拍攝地點     |
| EP1       | 2022年12月09日   | 2023年10月26日 | 台北         |
| EP2峻碩篇 | 2023年2月9日     | 2023年11月2日  | 台北東區     |
| EP3鋒澤篇 | 2023年4月7日     | 2023年11月9日  | 桃園埔心牧場 |
| EP4小賴篇 | 2023年5月20-21日 | 2023年11月16日 | 香港         |
| EP5零九篇 | 2023年5月26日    | 2023年11月23日 | 台北         |
| EP6偉晉篇 | 2023年6月1日     | 2023年11月30日 | 台北         |
| EP7最終篇 | 2023年12月7日    | 2023年12月7日  | 台北         |

## 廣告代言
| 年份   | 品牌／活動名稱                  | 代言成員 |
| ------ | ------------------------------- | -------- |
| 2020年 | 《鬼滅之刃》全集中路跑 活動大使 | 四堅情   |
| 2020年 | Samsung Galaxy S20 FE 代言人    | 五堅情   |
| 2020年 | 明日之後                        | 五堅情   |
| 2021年 | Agoda                           | 五堅情   |
| 2021年 | 傳說對決五周年                  | 五堅情   |
| 2021年 | 家扶基金會愛心大使              | 五堅情   |
| 2022年 | 創世基金會愛心大使              | 五堅情   |
| 2023年 | 「112年度國民體育日」代言人     | 五堅情   |

## 演唱會

### 現場演唱會
| 日期              | 名稱                                              | 場地                               |
| 2022年2月19日     | WOLF(S)五堅情 《Moon Landing 月面著陸》巡迴演唱會 | 【臺灣】高雄巨蛋                   |
| 2022年8月6日、7日 | WOLF(S)五堅情 《Moon Landing 月面著陸》巡迴演唱會 | 【臺灣】台北小巨蛋                 |
| 2022年10月14日    | WOLF(S)五堅情 《Moon Landing 月面著陸》巡迴演唱會 | 【新加坡】星宇表演藝術中心         |
| 2023年3月4日、5日 | WOLF(S)五堅情 《Moon Landing 月面著陸》巡迴演唱會 | 【香港】匯星Star Hall              |
| 2023年7月15日     | WOLF(S)五堅情 《Moon Landing 月面著陸》巡迴演唱會 | 【馬來西亞】吉隆坡 Mega Star Arena |
| 2023年7月22日     | WOLF(S)五堅情 《Moon Landing 月面著陸》巡迴演唱會 | 【澳門】倫敦人綜藝館               |

### 線上演唱會
| 日期          | 名稱                                                     | 平台                                  |
| 2021年12月4日 | 五堅情《Moon Landing Experience》5G線上試航互動音樂會    | LINE MUSIC（台灣） KKTIX Live（海外） |
| 2022年8月7日  | WOLF(S)五堅情《Moon Landing 月面著陸》海外限定線上演唱會 | KKTIX Live                            |

## 獎項及票選

### 大型頒獎典禮獎項
| 年份   | 頒獎禮名稱                    | 項目             | 結果 |
| 2021年 | 第十六屆 KKBOX風雲榜 頒獎典禮 | 年度十大風雲歌手 | 獲獎 |
| 2023年 | 第十八屆 KKBOX風雲榜 頒獎典禮 | 年度百大風雲歌手 | 獲獎 |
| 2023年 | 2023 Hito流行音樂獎 頒獎典禮  | 最受歡迎組合     | 獲獎 |
| 2025年 | 第二十屆 KKBOX風雲榜 頒獎典禮 | 年度百大風雲歌手 | 獲獎 |
| 2025年 | YES 933 潮流音樂盛典 2025     | 年度歌手         | 獲獎 |

### 票選活動
| 年份                    | 票選名稱                    | 項目                      | 結果 | 備註   |
| 2020年                  | Hit Fm 2020年度百首單曲票選 | 第57名 五堅情〈All Day〉  | 獲獎 | [ 77 ] |
| 2021年                  | Hit Fm 2021年度百首單曲票選 | 第18名 五堅情〈月面著陸〉 | 獲獎 | [ 78 ] |
| 第38名 五堅情〈零距離〉 | 獲獎                        |                           |      |        |
| 2022年                  | Hit Fm 2022年度百首單曲票選 | 第4名 五堅情〈BE A LIAR〉 | 獲獎 | [ 79 ] |

## 榜單紀錄

### KKBOX華語年度單曲
| 年份   | 入圍者／作品                   | 順位 |
| ------ | ------------------------------ | ---- |
| 2020年 | 四堅情／兵變                   | 28   |
| 2020年 | 四堅情／速食爱情               | 38   |
| 2022年 | 五堅情／Be A Liar              | 25   |
| 2023年 | 五堅情／你是我這輩子最想愛的呀 | 41   |
| 2024年 | 五堅情／立刻要爆炸             | 69   |

### Hit FM聯播網年度百大單曲
| 年份   | 入圍者／作品                   | 順位 |
| ------ | ------------------------------ | ---- |
| 2020年 | 五堅情／ALL DAY                | 57   |
| 2021年 | 五堅情／月面著陸               | 18   |
| 2021年 | 五堅情／零距離                 | 38   |
| 2022年 | 五堅情／Be A Liar              | 4    |
| 2023年 | 五堅情／你是我這輩子最想愛的呀 | 10   |

### Spotify
| 年份   | 項目            | 入圍者／作品     | 順位 |
| ------ | --------------- | ---------------- | ---- |
| 2020年 | 2020台灣最愛K歌 | 四堅情／速食愛情 | 30   |
| 2020年 | 2020台灣最愛K歌 | 四堅情／兵變     | 52   |

### 醉心龍虎榜
| 年份   | 項目                       | 入圍者／作品                  | 順位 |
| ------ | -------------------------- | ----------------------------- | ---- |
| 2020年 | 最受歡迎20金曲（第一季度） | 四堅情／兵變                  | 16   |
| 2020年 | 最受歡迎團體（第二季度）   | 四堅情／速食爱情              | 1    |
| 2020年 | 最受歡迎20金曲（第二季度） | 四堅情／速食爱情              | 4    |
| 2020年 | 最受歡迎20金曲（第三季度） | 五堅情／ALL DAY               | 4    |
| 2020年 | 最受歡迎團體（第三季度）   | 五堅情／ALL DAY               | 1    |
| 2020年 | 最受歡迎團體（第四季度）   | 五堅情／#反正我好看           | 2    |
| 2020年 | 最受欢迎20金曲（第四季度） | 五堅情／#反正我好看           | 8    |
| 2020年 | 年度頂尖金曲100            | 四堅情／速食爱情              | 7    |
| 2020年 | 年度頂尖金曲100            | 五堅情／All Day               | 24   |
| 2020年 | 年度頂尖金曲100            | 五堅情／#反正我好看           | 48   |
| 2020年 | 年度頂尖金曲100            | 四堅情／兵變                  | 83   |
| 2020年 | 年度5大最受歡迎團體        | 五堅情                        | 1    |
| 2020年 | 年度5大最受歡迎團體        | 四堅情                        | 2    |
| 2020年 | 年度30大最受歡迎歌手       | 五堅情                        | 16   |
| 2020年 | 年度30大最受歡迎歌手       | 四堅情                        | 17   |
| 2021年 | 最受歡迎團體（第四季度）   | 五堅情／零距離、月面著陸      | 1    |
| 2021年 | 最受歡迎20金曲（第四季度） | 五堅情／零距離                | 6    |
| 2021年 | 年度頂尖金曲100            | 五堅情／零距離                | 28   |
| 2021年 | 年度5大年度最受歡迎團體    | 五堅情                        | 3    |
| 2021年 | 年度30大年度最受歡迎歌手   | 五堅情                        | 26   |
| 2022年 | 最受歡迎團體（第一季度）   | 五堅情／月面著陸、Be A Liar   | 1    |
| 2022年 | 最受歡迎金曲（第一季度）   | 五堅情／Be A Liar             | 2    |
| 2022年 | 最受歡迎團體（第二季度）   | 五堅情／Be A Liar、王者的驕傲 | 2    |
| 2022年 | 最受歡迎金曲（第二季度）   | 五堅情／王者的驕傲            | 19   |
| 2022年 | 最受歡迎團體（第三季度）   | 五堅情／LaLaLa                | 1    |
| 2022年 | 最受歡迎金曲（第三季度）   | 五堅情／LaLaLa                | 9    |
| 2022年 | 年度頂尖金曲100            | 五堅情／Be A Liar             | 9    |
| 2022年 | 年度頂尖金曲100            | 五堅情／LaLaLa                | 42   |
| 2022年 | 年度頂尖金曲100            | 五堅情／王者的驕傲            | 95   |
| 2022年 | 年度5大年度最受歡迎團體    | 五堅情                        | 1    |
| 2022年 | 年度30大年度最受歡迎歌手   | 五堅情                        | 8    |

## 外部連結
- 五堅情的Facebook專頁
- 五堅情的Instagram帳戶
- YouTube上的五堅情頻道
- 五堅情TikTok頻道